# ウィリアム・クレイヴェン (第3代クレイヴェン男爵)

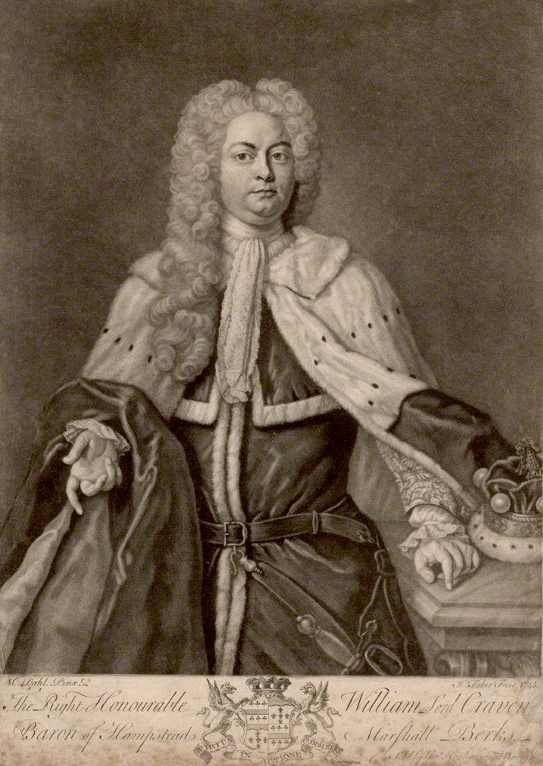
第3代クレイヴェン男爵

第3代クレイヴェン男爵ウィリアム・クレイヴェン（英語: William Craven, 3rd Baron Craven、1700年 – 1739年8月10日）は、イギリスの貴族、政治家。父と同じくトーリー党に所属した。

## 生涯
第2代クレイヴェン男爵ウィリアム・クレイヴェンとエリザベス・スキップウィス（Elizabeth Skipwith、1704年5月16日没、第2代準男爵フルウォー・スキップウィスの娘）の息子として、1700年に生まれた。1711年10月9日に父が死去すると、クレイヴェン男爵の爵位を継承した。
ラグビー校で教育を受けた後、1716年2月28日、ケンブリッジ大学セント・ジョンズ・カレッジに入学した。1722年6月16日、オックスフォード大学からD.C.L.の学位を授与された。また、1716年と1718年から1720年まで海外を旅した。
貴族院には1721年1月18日に初登院、1739年5月31日が最後の登院となった。
12歳までに両親を失ったためか、捨子養育院の創設に貢献し、正式成立を見ることなく死去したが、初代総裁の名簿には名前を連ねた。
1739年8月10日に死去、ビンリーで埋葬された。弟フルウォーが爵位を継承した。

## 家族
1721年6月1日、アン・ティルニー（Anne Tylney、1704年頃 – 1730年2月5日、フレデリック・ティルニーの娘）と結婚、1女をもうけた。